# Coral do Instituto de Ciências Biomédicas Abel Salazar da Universidade do Porto
O Coral do Instituto de Ciências Biomédicas de Abel Salazar da Universidade do Porto, CICBAS ou Coral de Biomédicas é um grupo académico do Instituto de Ciências Biomédicas Abel Salazar da Universidade do Porto. Foi fundado em 1978, sendo desde então um dos principais impulsionadores da Música Coral na cidade do Porto.
Ao longo da sua existência, o CICBAS-UP promoveu diversos eventos na cidade do Porto e levou a sua música a vários países do mundo, apresentando um vasto repertório. Para além da música tradicional portuguesa e sul americana, o coro faz com regularidade incursões por outros géneros músicas, desde a música coral sinfónica aos musicais da Teatro da Broadway, Jazz, ou música ligeira do século XX.
Desde Outubro de 2022, o CICBAS é dirigido pelo Maestro Ivo Magalhães.

## História

### Fundação
O CICBAS nasceu em dezembro de 1978, às mãos dos alunos dos primeiros cursos do Instituto de Ciências Biomédicas Abel Salazar (ICBAS) da Universidade do Porto, sendo aí lançadas as bases para o repertório que acompanhou o coro durante os seus primórdios e ainda se mantém presente nos dias de hoje.
Caracterizando-se pelas atuações com o uso da bata branca, tão ligada à sua faculdade, o coro iniciou a sua atividade sob a direção do Maestro José Ferreira Lobo, mantendo-se no ativo até 1986, altura em que se dá início a um hiato de cerca de 9 anos na atividade do Coral de Biomédicas, quando em 1994 uma nova geração de estudantes volta a constituir o CICBAS.

### Um novo começo: De 1994 a 2022
Em 1995, uma nova direção foi constituída e os ensaios são retomados com nova orientação, pelo Maestro e Amigo António Sérgio Ferreira, que simultaneamente assumiu o cargo de Diretor Artístico, funções que exerceu durante 28 anos. O coro contou ainda com a colaboração da soprano Ângela Alves como sua preparadora vocal.
Desde a sua retoma, o CICBAS desenvolveu vários projetos, quer a nível da cidade do Porto como a nível internacional, tendo estabelecido diversas parcerias e realizado inúmeros intercâmbios com coros portugueses e estrangeiros, universitários e não só, reconhecendo-se como um embaixador da cidade do Porto e da faculdade que o alberga, o ICBAS.

### Atualmente
Desde Outubro de 2022, o coral é dirigido pelo Maestro Ivo Magalhães que trouxe consigo uma nova visão e abordagem, sem nunca esquecer os valores mais essenciais que assistiram à fundação deste grupo académico.
Atualmente o coral é formado não só por alunos do ICBAS, como também conta com a participação de alunos de outras instituições da UP.
Dada a versatilidade de repertório, que engloba uma vasta variedade de estilos e géneros musicais, o CICBAS continua a marcar presença em diversos concertos, para além de festivais, encontros de coros (destacando-se o anual ECAP) e até eventos particulares, como casamentos e aniversários.

### Principais Concertos
- Concertos de homenagem a Sua Excelência, o Presidente da República Popular da China (1984) e a Sua Majestade, a Rainha Isabel II de Inglaterra (1985), durante as Suas visitas ao Porto.
- Concertos Itinerantes, resultantes de uma parceria com Ministério da Cultura e a Xunta de Galicia que levaram a música a regiões culturalmente mais carenciadas.
- Comemorações do XX aniversário do CICBAS (1999), com a primeira edição do Encontro Internacional de Coros, destacando-se o Concerto da Orquestra Nacional do Porto em Honra do Coral do ICBAS, a participação no programa televisivo “Praça da Alegria” e o Concerto do XX Aniversário no Salão Árabe do Palácio da Bolsa, onde interpretou a Missa Crioula de Ariel Ramirez.
- Atuação perante Sua Excelência, o Presidente da República, Dr. Jorge Sampaio, em Abril de 2001 (Prémios Bial)
- Atuação perante Sua Santidade, o Dalai-Lama, em Novembro de 2001, durante a Sua visita a Portugal para participar no “Encontro Nacional de Jovens Voluntários e Líderes Associativos Portugueses com Sua Santidade, o XIV Dalai Lama”.
- A interpretação da obra de Carl Orff Carmina Burana a convite da Orquestra Nacional do Porto, em conjunto com o Círculo Portuense de Ópera e o Coral Lisboa Cantat, em Janeiro de 2002 (Coliseu do Porto).
- Realização de varias edições do Encontro Internacional de Coros do Porto, organizados pelo CICBAS (num total de 4 edições).
- Concertos “In the Mood” para Coro e Trio de Jazz (piano, baixo e bateria) de obras universais de compositores Americanos como Cole Porter ou George Gershwin.
- Concerto Gala, no Teatro Rivoli, intitulado “O Melhor da Broadway em concerto” com arranjos para coro de uma série de excertos dos musicais mais famosos da Broadway: “A Bela e o Monstro”, “West Side Story”, “Les Misérables” e “Cats”. O culminar deste projecto ocorreu com a gravação de um CD.
- Concerto da comemoração do 196º aniversário do Dia do Comando do Quartel-general da Região Militar do Norte (Junho de 2005, Casa da Música).
- Missa das Crianças do compositor inglês John Rutter, na Igreja da Trindade, numa versão com ensemble.
- Em Dezembro de 2006, o CICBAS apresentou a Missa das Crianças na sua versão Orquestral. Este concerto realizou-se na Casa da Música, com a Orquestra ARTAVE e os coros de crianças e adultos do Círculo Portuense de Ópera, sob a direcção do Maestro e Amigo António Sérgio Ferreira
- Em Maio de 2007, o CICBAS apresentou novamente a Missa Crioula de Ariel Ramirez na Casa da Música.
- Concerto Promenade, resultante de uma parceria de produção entre o CICBAS, Casa da Música e Universidade do Porto. Este concerto contou com a presença do Coral de Biomédicas, do Coro Clássico do Orfeão Universitário do Porto, Choral Aeminium e Orquestra Nacional do Porto. Neste concerto foram apresentadas árias e coros de Óperas famosas. Além do Coro e Orquestra, há a destacar ainda a presença de quatro solistas: Patrícia Quinta (mezzo-soprano), Ângela Alves (soprano, preparadora vocal do CICBAS), Mário Alves (tenor) e Luís Rodrigues (Barítono). Este concerto foi realizado sob a direcção do Maestro Rui Massena.
- Durante a digressão à Madeira, em Julho de 2011, voltou a levar a palco, no Madeira Tecnopolo, a Missa das Crianças de John Rutter. Contou com a participação do Coro Infantil do GCEA, do Coro de Câmara da Madeira e da Orquestra Clássica da Madeira.
- Em dezembro de 2014 apresentou a Missa Irlandesa de Gilles Mathieu, na Igreja do Foco, contando com a colaboração de orquestra de cordas e instrumentos típicos celtas (gaita irlandesa, tin whistle, low whistle e harpa irlandesa).
- Em março de 2016 e em Intercâmbio Coral com o Coro Misto da Universidade de Coimbra (CMUC) e o Coro da Universidade de Salamanca (CoroUSAL), realizou o Livro de Coro e Orquestra, no Teatro Académico Gil Vicente em Coimbra, um concerto onde se apresentaram vários clássicos reconhecidos de compositores como Verdi, Mozart, Puccini, Bizet, entre outros, com a colaboração da Orquestra Clássica do Centro e a participação dos solistas Anita Paupério (soprano), João Miguel Gonçalves (tenor) e Rodrigo Carvalho (baixo), com direção do Maestro e Amigo António Sérgio Ferreira.
- Em Dezembro de 2018, o CICBAS teve o prazer de celebrar o seu 40º aniversário num grande concerto na Reitoria da UP, contando com a participação de antigos e novos coralistas e a presença de várias personalidades que fizeram parte da sua história.
- Em Dezembro de 2024, o Coral participou no Encontro Nacional de Coros Universitários, em Coimbra, disponível na página de Youtube do CICBAS. Neste, teve o prazer de atuar com coros de outros países da Europa: o Coro Polifonia, um coro italiano, e o Unichor Salzburg, um coro austríaco.

Anualmente o CICBAS participa em vários encontros de coros académicos, de onde é possível destacar o Encontro de Coros da Academia do Porto (ECAP), na semana da Queima das Fitas do Porto, momento importante para todos  os estudantes da academia  (em especial para o finalistas que aí terminam o seu percurso académico), associando-se a vários projetos com concerto próprio e ainda atuações itinerantes, quer pela cidade do Porto, quer em diversos locais do país e fora do mesmo.

### Digressões
- 1998 – França e Espanha
- 1999 – Tailândia, Hong Kong e Macau
- 2002 – Alemanha
- 2003 – Itália
- 2004 - Espanha
- 2005 - O CICBAS percorreu as Terras de Sua Magestade, calcorreando o Reino Unido, em especial a Inglaterra e o País de Gales, alguns anos após ter atuado na sua vinda ao Porto.
- 2006 – Viagem pelos países bálticos: Letónia e Lituânia
- 2007 – O coral percorreu os Balcãs, passando pela Eslovénia e Croácia, sem esquecer no regressa a Itália e a Espanha
- 2009 - Percorreu a costa do sul da França, com diversas atuações e partilha de experiências
- 2010 - "La grande vuelta": foram várias as regiões de Espanha percorridas (desde Castela à Andaluzia), sempre em busca de todos os pormenores com que nuestros hermanos presentearam o Coral.
- 2011 - Foi na sua volta à ilha da Madeira que o Coral apresentou pela segunda vez na sua versão orquestrada a Missa das Crianças, no Funchal, divulgando a tradição portuense e participando ativamente em todos os bailinhos e momentos culturais da ilha, além do intercâmbio com os corais que com ele colaboraram.
- 2012 - "Escapadinha": o Coral rumou à região Oeste do país, divulgando a música universitária do Porto, desta vez dentro de fronteiras, passando pelas Caldas da Rainha, Óbidos, entre outros.
- 2014 - "CICBAS checando Praga": foi no contexto do Festival Internacional de Coros de Praga que o CICBAS viajou para a República Checa, levando o seu repertório regular, adicionando alguma música checa e eslava e sendo recebido por um ambiente incrível, no qual participaram diversos corais de todas as partes do globo.
- 2015 - "CICBAS volta à Ilha": Num ano de muita atividade e depois de uma digressão muito animada à Europa eslávica, o Coral rumou aos Açores para descobrir um dos mais bem guardados recantos do Atlântico, à descoberta das suas paisagens, águas quentes e clima quase tropical, levando consigo o seu repertório de sempre.
- 2018 - "Escapadinha'18": mais uma vez o Coral decidiu viajar à descoberta dos recantos do nosso país, levando a música universitária ao Gerês e a Braga, partilhando experiencias com os locais e refletindo no ambiente mais calmo e belo.
- 2024 - "Escapadinha'24": O CICBAS correu o país, uma vez mais, do Norte ao Sul, passando por cidades como Braga, Aveiro, Coimbra e Lisboa, nas quais realizou várias atuações de rua e explorou os locais históricos de Portugal.

### CD
2005 – O melhor da Broadway.

### Canto de Encontro
Surgido da vontade de reviver o espírito coralino, vários elementos pós-retoma uniram-se no sentido de organizar uma atividade para elementos não ativos do CICBAS.
O objetivo principal seria voltar a cantar algum do repertório que acompanhou ao longo das várias gerações de coralistas, permitindo também conhecer, reencontrar e partilhar experiências vividas nos tempos de  Coral.
Desta ideia surgiu a I edição do Canto de Encontro, realizada em outubro de 2016, na Igreja dos Terceiros em Ponte de Lima, tendo reunido repertório desde a música tradicional portuguesa, música latina, jazz, Broadway, entre muitos outros estilos que acompanharam o CICBAS no decorrer da sua existência.
Após o sucesso da primeira edição, surgiu a vontade de alargar o encontro aos atuais coralistas, pelo que se alterou o formato.